# گیریجا پراساد کویرالا
گیریجا پراساد کویرالا (نپالی: गिरीजाप्रसाद कोइराला؛ ۴ ژوئیهٔ ۱۹۲۴ – ۲۰ مارس ۲۰۱۰) یک سیاست‌مدار اهل نپال بود. وی از ژانویه ۲۰۰۷ تا ژوئیه ۲۰۰۸ رئیس دولت این کشور بود.